# Regne de Tungning
El regne de Tungning va ser el primer govern d'ètnia han de Taiwan, entre els anys 1661 i 1683. Favorable a la dinastia Ming, va ser creat per Koxinga després que els manxús van deposar els Ming. Koxinga era fill d'un antic pirata lleial a la dinastia Ming, i volia concentrar les seves tropes a Taiwan per fer servir l'illa com a base per recuperar la Xina continental per a la dinastia Ming.

## Noms
El regne de Tungning (xinès tradicional: 東寧王國, xinès simplificat: 东宁王国, pinyin: Dōngníng Wángguó) també és conegut amb els noms de regne de Zheng (Cheng) (xinès tradicional: 鄭氏王朝, xinès simplificat: 郑氏王朝, pinyin: Zhèngshì Wángcháo) o de regne de Yanping (延平王國). L'admirall Koxinga es referia a Taiwan amb els noms de Tungtu / Dongdu, i les històries occidentals tradicionalment parlen de regne de Taiwan; per referir-se a aquest període es fa servir l'expressió dinastia Koxinga.

## Història

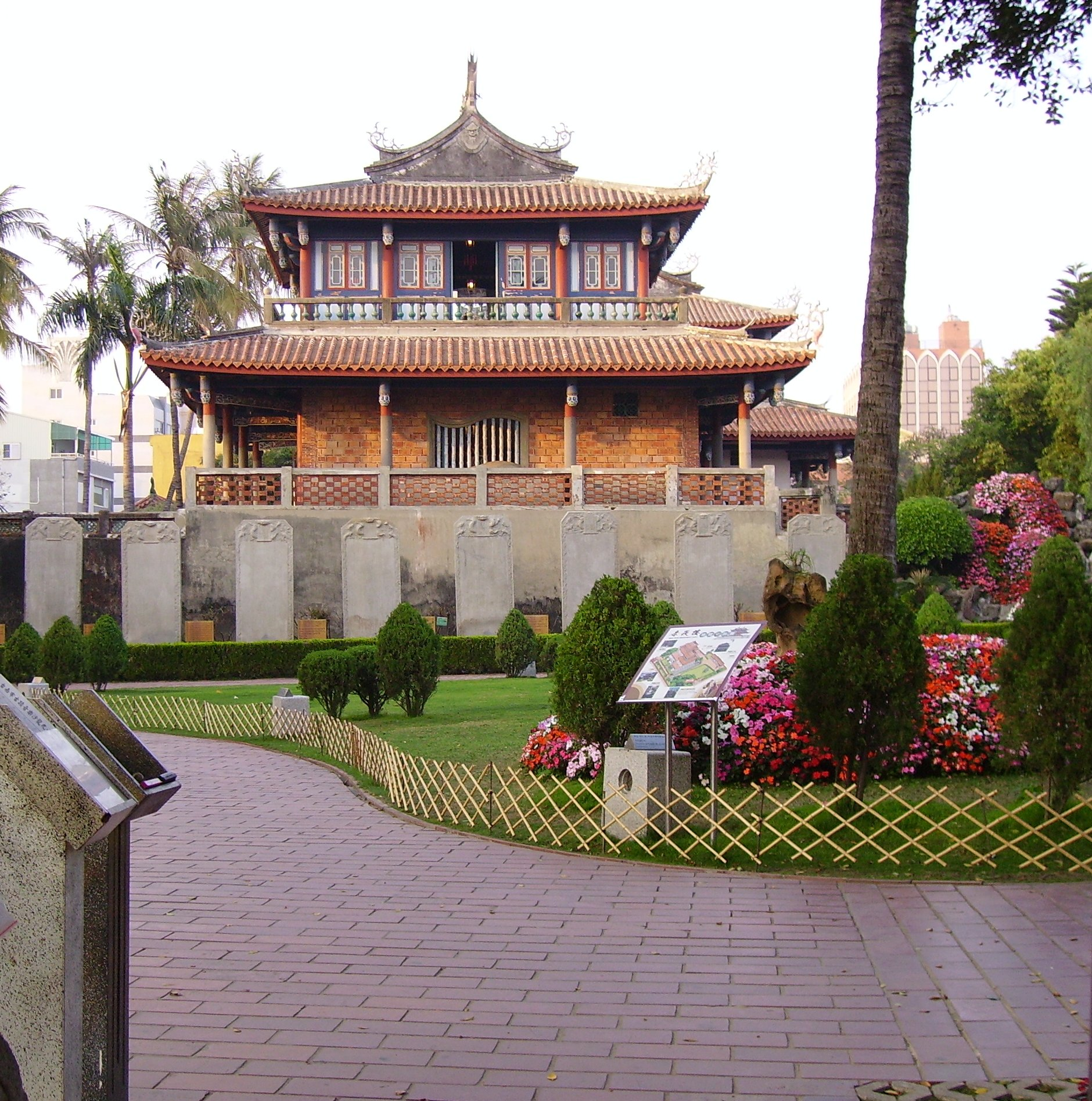
La torre Chihkan, quarter de Koxinga després de derrotar els holandesos.

El 1661 Koxinga va aconseguir desembarcar a Luerhmen (xinès tradicional: 鹿耳門, xinès simplificat: 鹿耳门, pinyin: Lù'ěrmén), Taiwan. En menys d'un any va prendre el Fort Zeelandia i va negociar un tractat amb Frederick Coyett, governador holandès, pel qual els holandesos cedien la fortalesa i hi deixaven tots els béns i les propietats de la Companyia Holandesa de les Índies Orientals. A canvi, tots els funcionaris i soldats holandesos, juntament amb la població civil, van poder tornar amb les seves pertinences «personals» cap a Batàvia, cosa que va posar fi a trenta-vuit anys de domini colonial neerlandès a Taiwan. A partir d'aleshores, Koxinga es va centrar a convertir Taiwan en la base de tots els opositors a la dinastia Qing que volien que els Ming recuperessin el poder.
El 1662, als trenta-nou anys, Koxinga va morir de malària, tot i que s'ha especulat que podria haver tingut un atac de bogeria després de saber que el seu pare havia mort en mans de la dinastia Qing. El seu fill, Zheng Jing, el va succeir com a governant de Taiwan, i va heretar el títol de príncep de Yanping.
Durant els dinou anys següents, Zheng Jing va intentar satisfer les necessitats dels habitants de Taiwan i alhora reorganitzar militarment les seves forces; en aquest període va mantenir un contacte freqüent amb els ambaixadors de l'emperador Kangxi, de la dinastia Qing. Zheng Jing va lluitar per defensar Xiamen, Quemoy i les illes Pescadors, però al llarg dels anys va anar perdent posicions per la migradesa de les seves forces. Durant la revolta dels Tres Feus, Zheng Jing va llançar una ofensiva a l'àrea de Fujian, però al final del conflicte va acabar rebent una seriosa derrota. Jing es va haver de retirar a Taiwan, on va buscar el consol del vi i les dones, i va morir de malaltia al cap de poc. Va deixar dos fills amb pretensions al tron, i els seus ministres i generals es van dividir en dos bàndols, cadascun dels quals en defensava un. Després de diverses lluites internes, Zheng Keshuang, el fill petit, de dotze anys, el va succeir com a rei.
El 1683, després de la batalla de Penghu, Zheng Keshuang va cedir a les demandes de rendició dels Qing, i el seu reialme es va incorporar a l'imperi xinès com a part de la província de Fujian.

## Situació actual
El regne de Tungning va existir durant tot just vint anys, però avui encara té un gran valor simbòlic a causa de l'estatus polític actual de Taiwan.
Després de la seva derrota en la guerra civil xinesa, el 1949, el govern de la República de la Xina, liderat pel Guomindang, es va retirar a Taiwan, deixant la Xina continental en mans del Partit Comunista, que hi va crear la República Popular de la Xina. Durant les dècades següents el govern de Taiwan va intentar recuperar la Xina continental, i amb aquest objectiu mantenia diverses bases prop de la costa, com la de Quemoy, tal com van fer Koxinga i els seus descendents. Tot i que ara la República de la Xina s'ha democratitzat i ja no es planteja recuperar la Xina continental, la situació política i territorial continua sense resoldre's, d'una manera semblant al que ja va passar al segle xvii arran de la creació del regne de Tungning.
El Guomindang de la República de la Xina fa un paral·lelisme entre els objectius de Koxinga, entre els quals utilitzar Taiwan com a base per fer tornar el govern legítim a la Xina continental, i els seus propis, que impliquen tornar a governar tot el territori. Per la seva banda, el govern comunista de la República Popular de la Xina diu que Koxinga va alliberar Taiwan del colonialisme neerlandès per patriotisme, i minimitza el fet que també volia derrocar el govern de la Xina continental per restaurar-hi el poder de la dinastia anterior.